# Lugovoj
Lugovoj (in russo Луговой?) è un insediamento di tipo urbano della Russia siberiana occidentale situato nel distretto Kondinskij del Circondario Autonomo degli Chanty-Mansi.
Si trova sul fiume Konda, 17 km a nord di Meždurečenskij, centro amministrativo del distretto.